# Arkaiate
Arkaiate és un nou barri de Vitòria en el Pla General d'Ordenació Urbana de 2000 que es troba dins el sector de Salburua. Serà construït en el límit oriental del nou districte de Salburua amb el poble d'Elorriaga, en una zona on abans era terra agrícola. Els treballs de construcció s'havien d'iniciar el 2006 però per culpa de la crisi no s'iniciaren les obres fins al 2010, cosa que ha provocat nombroses protestes dels veïns.